# No Code
No Code é o quarto álbum dos Pearl Jam editado em 27 de Agosto de 1996.
De grafismo inovador, a capa do álbum é formada por 144 polaroides, tiradas pela banda, divididas em quatro secções. O primeiro single foi  "Who You Are".

## Lista de faixas
1. "Sometimes " (Eddie Vedder) – 2:40
2. "Hail, Hail" (Stone Gossard, Vedder, Jeff Ament, Mike McCready) – 3:41
3. "Who You Are " (Gossard, Jack Irons, Vedder) – 3:50
4. "In My Tree" (Gossard, Irons, Vedder) – 3:59
5. "Smile" (Ament, Vedder) – 3:52
6. "Off He Goes" (Vedder) – 6:02
7. "Habit" (Vedder) – 3:35
8. "Red Mosquito" (Ament, Gossard, Irons, McCready, Vedder) – 4:03
9. "Lukin" (Vedder) – 1:02
10. "Present Tense" (McCready, Vedder) – 5:46
11. "Mankind" (Gossard) – 3:28
12. "I'm Open" (Irons, Vedder) – 2:57
13. "Around the Bend" (Vedder) – 4:35

## Paradas musicais
| País/Parada (1996)                        | Melhor posição |
| ----------------------------------------- | -------------- |
| Austrália (ARIA)                          | 1              |
| Áustria (Ö3 Austria)                      | 3              |
| Bélgica (Ultratop Flandres)               | 6              |
| Bélgica (Ultratop Valônia)                | 5              |
| Canadá (RPM)                              | 1              |
| Dinamarca (Hitlisten)                     | 1              |
| Países Baixos (Album Top 100)             | 5              |
| European Albums (European Top 100 Albums) | 3              |
| Finnish Albums Suomen virallinen lista    | 4              |
| French Albums (SNEP)                      | 28             |
| Alemanha (Offizielle Deutsche Charts)     | 6              |
| Hungarian Albums (MAHASZ)                 | 17             |
| Irish Albums (IRMA)                       | 3              |
| Italian Albums (FIMI)                     | 4              |
| Japanese Albums (Oricon)                  | 16             |
| New Zealand (RMNZ)                        | 1              |
| Norwegian Albums (VG-lista)               | 3              |
| Portuguese Albums (AFP)                   | 1              |
| Escócia (Official Scottish Albums)        | 7              |
| Spanish Albums (PROMUSICAE)               | 11             |
| Swedish Albums (Sverigetopplistan)        | 1              |
| Swiss Albums (Schweizer Hitparade)        | 13             |
| UK Albums (OCC)                           | 3              |
| US Billboard 200                          | 1              |

## Créditos
Pearl Jam
- Eddie Vedder - voz :menos em "Mankind"), guitarra, gaita e sítara eléctrica
- Mike McCready - guitarra, piano em "Sometimes"
- Stone Gossard - voz em "Mankind", guitarra, piano
- Jeff Ament - baixo, guitarra em "Smile", Chapman
- Jack Irons - bateria

Produção
- Brendan O'Brien - produção, mixagem e piano
- Pearl Jam - produção
- Nick DiDia - gravação e mixagem
- Jeff Lane, Matt Bayles e Caram Costanzo - engenheiros assistentes
- Bob Ludwig - masterização

Arte
- Eddie Vedder - polaroids, conceito (creditado como Jerome Turner)
- Dr. Paul J. Bubak, A. Fields, Mike McCready e Jeff Ament - polaroids
- Lance Mercer - polaroids, fotos preto e branco
- Barry Ament, Chris McGann - layout e polaroids